# Leiobunum denticulatum
Leiobunum denticulatum is een hooiwagen uit de familie Sclerosomatidae.